# جروف دوفر البيضاء

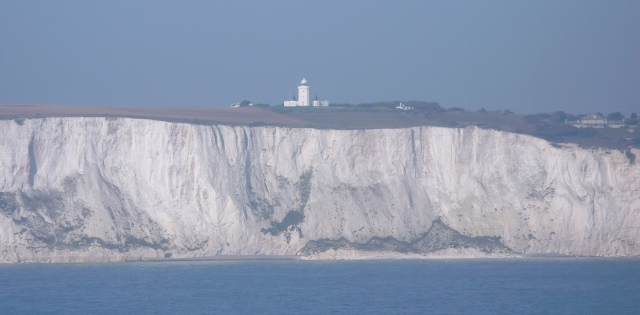
منارة أعلى منحدرات دوفر البيضاء

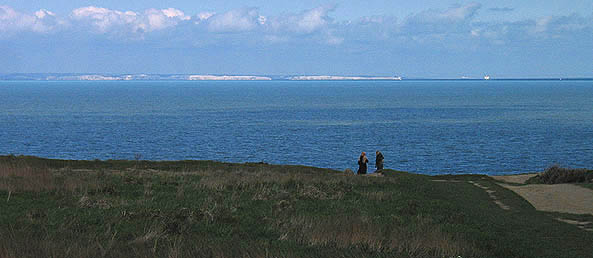
يمكن أن تلاحظ منحدرات دوفر البيضاء من الطرف المقابل في فرنسا.

جروف دوفر البيضاء (بالإنجليزية: White Cliffs of Dover) هي جروف تشكّل جزءاً من الساحل الإنجليزي المقابل لفرنسا عبر القنال الإنجليزي/بحر المانش وذلك في مضيق دوفر. تمتد الجروف شرقي وغربي ميناء دوفر، والذي له أهمية في التاريخ الإنجليزي.يصل ارتفاع الجروف إلى ارتفاع 350 متر، وهي ذات لون أبيض من الحجر الجيري (الطبشور).
وهي أقرب منطقة تكون فيها بريطانيا العظمى إلى أوروبا القارية، في الأيام الصافية يمكن رؤية جروف دوفر من فرنسا حيث تبعد حوالي 32 كم. كما تعد المنحدرات معلما شهيراً في المملكة المتحدة، وقد ظهرت على الطوابع البريدية التذكارية الصادرة عن البريد الملكي البريطاني، بما في ذلك سلسلة طوابع الساحل البريطاني في عام 2002 وسلسلة UK A-Z عام 2012.

## معرض صور

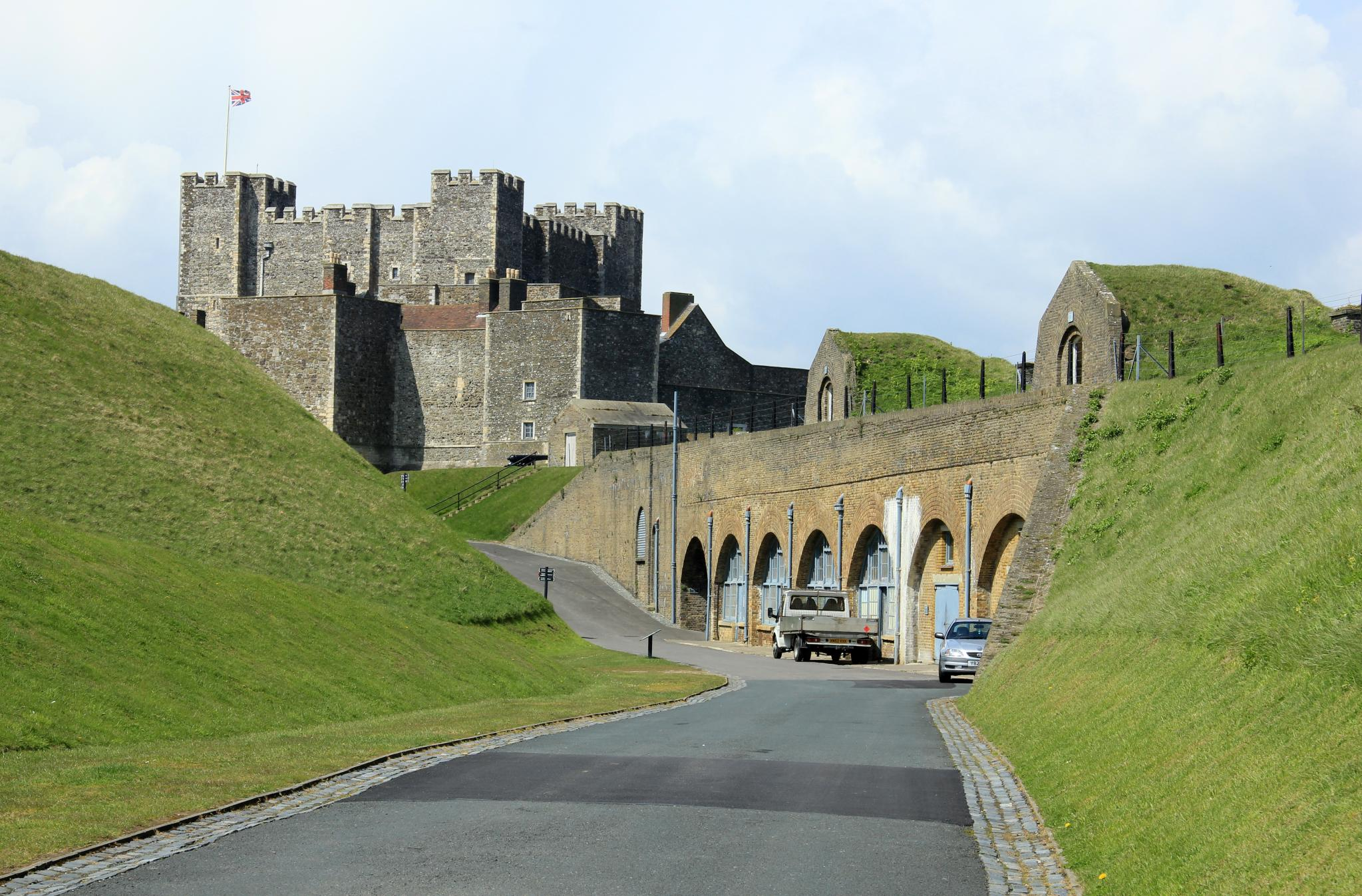
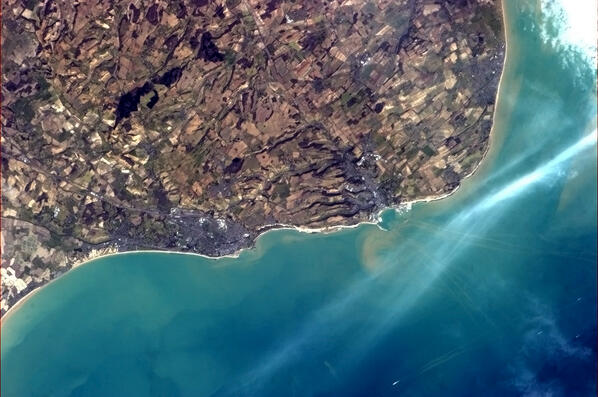
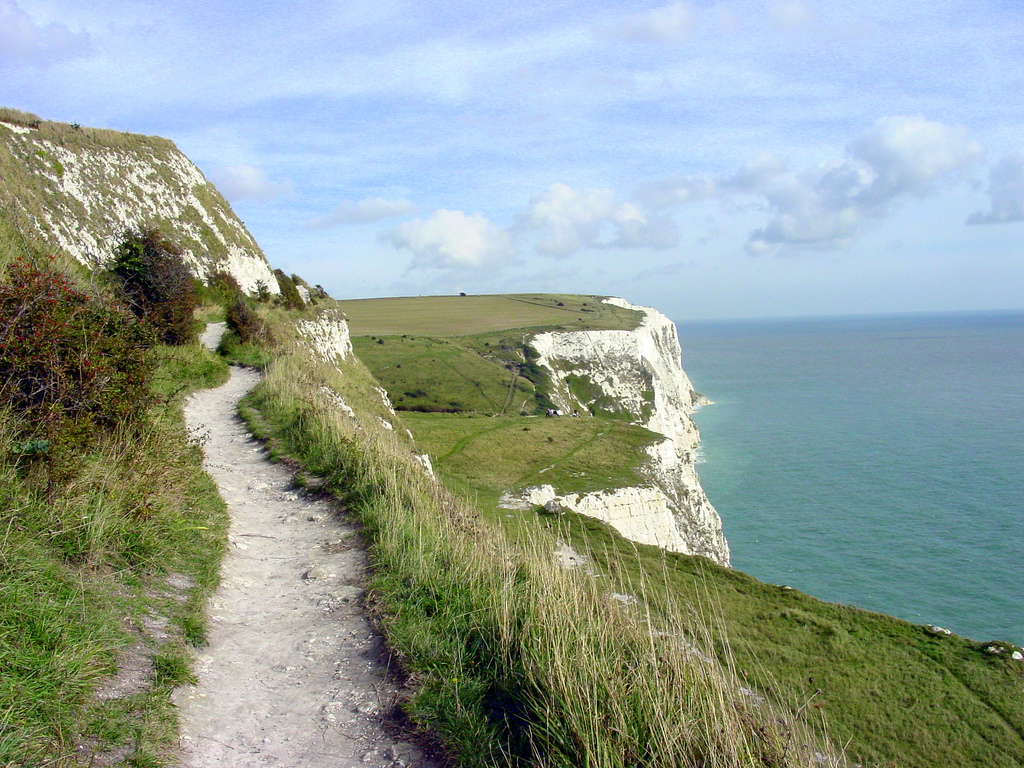
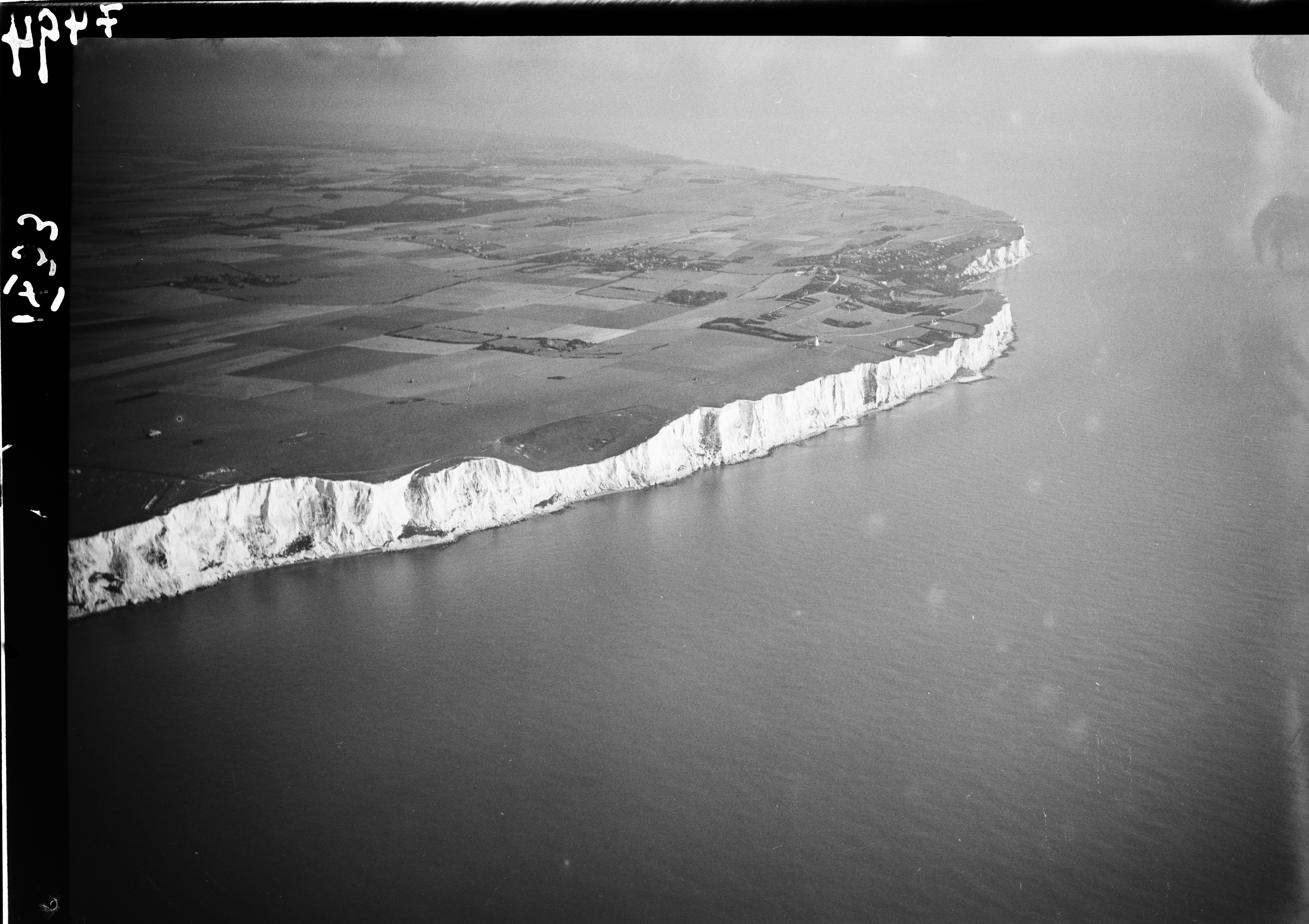
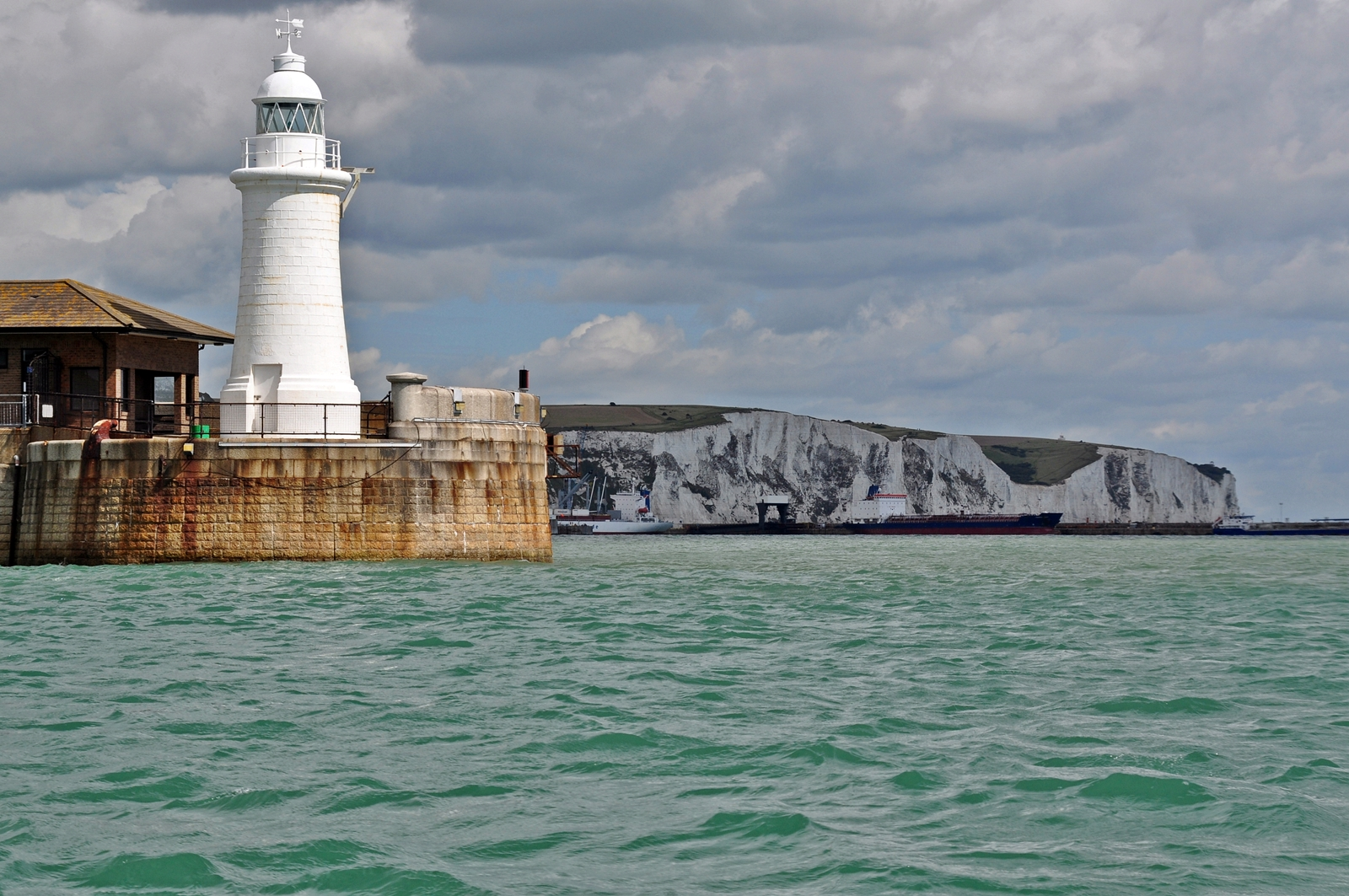
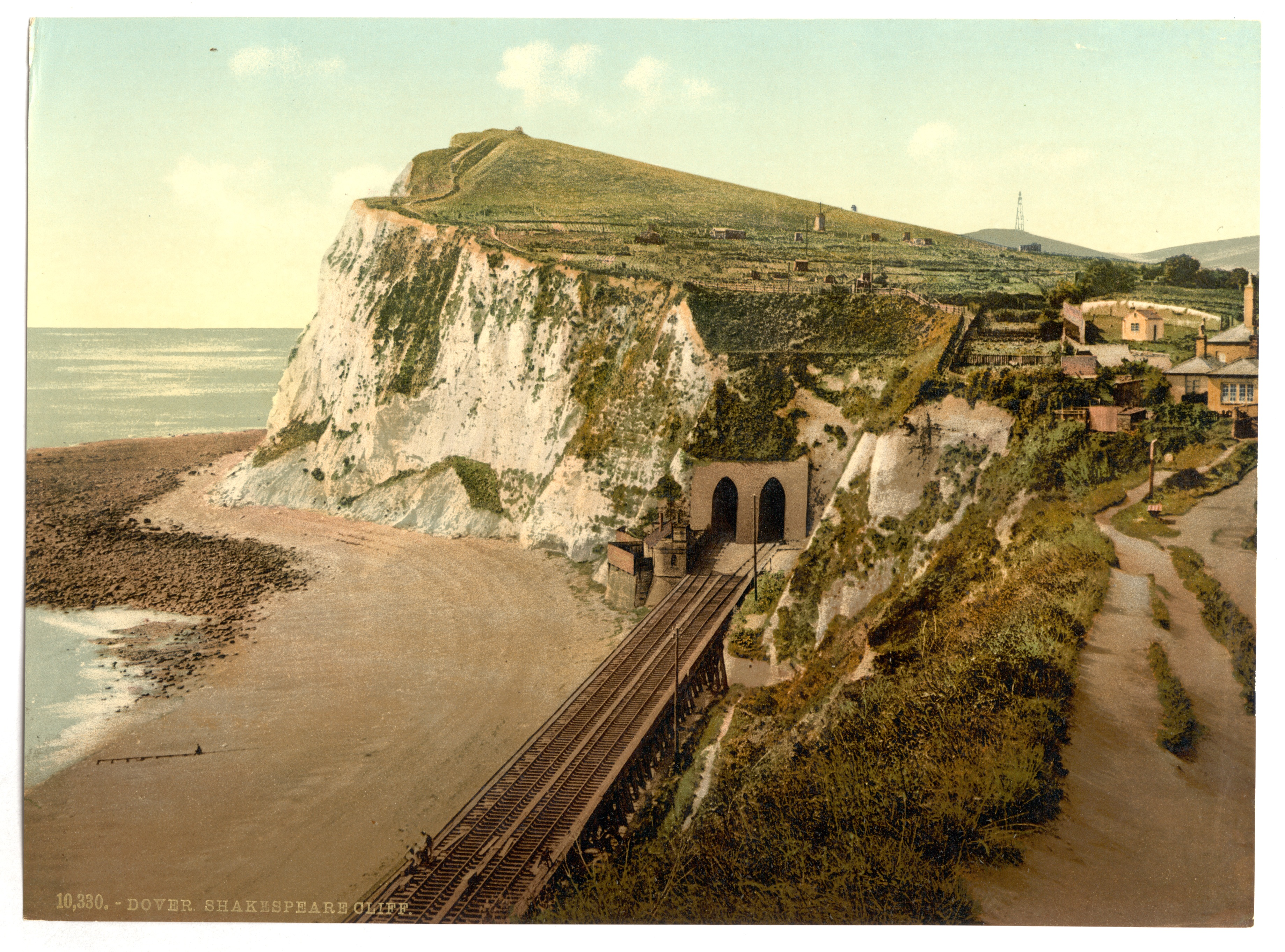

## اقرأ أيضاً
- مضيق دوفر